# WWW (hudební skupina)
WWW je česká hudební skupina. Počátkem 90. let 20. století byla jednou z prvních českých rapových skupin, později se od klasické hip hopové produkce odklonila.

## Historie

### 90. léta
Skupina vznikla v Praze počátkem 90. let 20. století. Název WWW znamenal "We Want Words". Koncem 90. let často koncertovala a obdržela nabídku na natočení prvního alba u velkého vydavatelství Polygram. Skupina nabídku odmítla a zanedlouho se rozpadla.

### Obnovení v roce 2006 a další činnost
V roce 2006 opět obnovila činnost ve složení Ondřej Anděra a Lubomír Typlt. Typltovy texty jsou občas matoucí a těžko pochopitelné, provokují tak posluchače, aby se zamyslel nad jejich složitostí a použil svou představivost. Často používá metafory, eufonie a široké škály básnických prostředků. Jejich první album Neurobeat bylo velice pozitivně přijato, například bylo nominováno na cenu Anděl v kategorii R'n'b & Hip-hop. V anketě MF Dnes deska dekády 2000–2009 skončilo album na pátém místě, v podobné anketě serveru musicserver.cz pak dokonce první.
V roce 2009 skupina vydala druhé album Tanec sekyr, které bylo také mimo jiné nominováno na cenu Anděl v kategorii Album roku Hip-hop & R´n´B. V roce 2013 vydala kapela album Atomová včela. V roce 2018 vydala album Neutopíš se dvakrát ve stejné řece. Koncem roku 2024 vydala album Zasej obojky a sklidíš psy.

## Členové
Současní
- Ondřej Anděra (Sifon) – zpěv, elektronické nástroje, texty (90. léta – dosud)
- Lubomír Typlt – texty, grafika, produkce (90. léta – dosud)[11]
- Milesa Anděra Zrnić – zpěv (2006–dosud)
- Pavel Fajt – bicí, perkuse (2013–dosud)

Bývalí
- Jakub Janoušek (90. léta)
- Jan Zajíček (Skarf, 90. léta)
- Lenka Geislerová (90. léta)
- Tomáš "Brainy Thug" Vysoký (2006–2011)

## Diskografie
- Noční můra (1993, demo kazeta)
- Neurobeat (2006)
- Tanec sekyr (2009)
- Live! (2012)
- Atomová včela (2013)
- Neutopíš se dvakrát v téže řece (2018)
- Zasej obojky a sklidíš psy (2024)